# الدوري الذهبي 2008
تنافس على المليون دولار في الدوري الذهبي لسنة 2008، 6 رياضين و4 رياضيات خلال 6 محطات.
يجب الفوز ب 6 محطات لنيل جائزة المليون دولار.

## الفائزة
باميلا جيليمو من  كينيا هي الوحيدة التي فازت خلال جميع مراحل الدوري الذهبي وحصلت على المليون دولار كاملة.

## النتائج
|              | برلين 1 يونيو                   | أوسلو 6 يونيو                   | روما 11 يوليو                  | باريس 18 يوليو                  | زوريخ 29 أغسطس                 | بروكسيل 5 سبتمبر                |
| ------------ | ------------------------------- | ------------------------------- | ------------------------------ | ------------------------------- | ------------------------------ | ------------------------------- |
| رجال         |                                 |                                 |                                |                                 |                                |                                 |
| 100 متر      | نيستا كارتير جامايكا            | ديريك اتكينز جزر البهاما        | فرنسي اوبيكويلو البرتغال       | مارك بوروس ترينيداد وتوباغو     | أوسيان بولت جامايكا            | أوسيان بولت جامايكا             |
| 400 متر      | لاشوان ماريت الولايات المتحدة   | جيريمي وارينر الولايات المتحدة  | جيريمي وارينر الولايات المتحدة | جيريمي وارينر الولايات المتحدة  | جيريمي وارينر الولايات المتحدة | جيريمي وارينر الولايات المتحدة  |
| 1500 م       | اغوستين كيبرونو شوغي كينيا      | اندري باذيلي المملكة المتحدة    | اسبيل كيبروك كينيا             | اغوستين كيبرونو شوغي كينيا      | هارون كيتاني كينيا             | علي بلال منصور البحرين          |
| 400 م حواجز  | بيغشاون جاكسون الولايات المتحدة | بيغشاون جاكسون الولايات المتحدة | كورون كليمانت الولايات المتحدة | كورون كليمانت الولايات المتحدة  | انجيلو تايلير الولايات المتحدة | كورون كليمانت الولايات المتحدة  |
| الوثب الطولي | حسين السبع السعودية             | حسين السبع السعودية             | ارفينغ سلادينو بنما            | ارفينغ سلادينو بنما             | حسين السبع السعودية            | ميغويل باتي الولايات المتحدة    |
| رمي الرمح    | ترو بيتكاماكي فنلندا            | اندرياس توركيلدسين النرويج      | ترو بيتكاماكي فنلندا           | فاديم فاسيلفسكيس لاتفيا         | اندرياس توركيلدسين النرويج     | ترو بيتكاماكي فنلندا            |
| نساء         |                                 |                                 |                                |                                 |                                |                                 |
| 200 متر      | شيرون سيمبسون جامايكا           | بيانكا كينغيت الولايات المتحدة  | كيرون ستيوارت جامايكا          | سانيا ريتشاردز الولايات المتحدة | اليسون فيليكس الولايات المتحدة | مارشيفيت هوكير الولايات المتحدة |
| 800 متر      | باميلا جيليمو كينيا             | باميلا جيليمو كينيا             | باميلا جيليمو كينيا            | باميلا جيليمو كينيا             | باميلا جيليمو كينيا            | باميلا جيليمو كينيا             |
| 100 م حواجز  | جوزيفين اونيا إسبانيا           | جوزيفين اونيا إسبانيا           | بريجيت فوستي هيلتون جامايكا    | ديلورين انيس لندن جامايكا       | لولو جونيس الولايات المتحدة    | ديلورين انيس لندن جامايكا       |
| الوثب العالي | بلانكا فلاسيتش كرواتيا          | بلانكا فلاسيتش كرواتيا          | بلانكا فلاسيتش كرواتيا         | بلانكا فلاسيتش كرواتيا          | بلانكا فلاسيتش كرواتيا         | اريان فريديريش ألمانيا          |

## المصدر
- IAAF

| الدوري الذهبي (الاتحاد الدولي لألعاب القوى)                                                  |
| 1998 \| 1999 \| 2000 \| 2001 \| 2002 \| 2003 \| 2004 \| 2005 \| 2006 \| 2007 \| 2008 \| 2009 |